# Marko Hübenbecker
Marko Hübenbecker (* 14. Juni 1986 in Anklam) ist ein deutscher Bobfahrer.

## Karriere
Marko Hübenbecker holte bei der Bob-Weltmeisterschaft in Lake Placid zusammen mit Pilot Manuel Machata, Christian Poser und Andreas Bredau die Bronzemedaille. Ein Jahr später folgte im Bob von Pilot Maximilian Arndt, zusammen mit Alexander Rödiger und Martin Putze der Europameister- und Weltmeistertitel im Viererbob. Mit derselben Besatzung gab Hübenbecker sein olympisches Debüt bei den Winterspielen 2014 in Sotschi und erreichte den sechsten Rang.